# Interstate 35W (Minnesota)
A Interstate 35W (abreviado I - 35W) é uma auto-estrada interestadual de sentido sul-norte, localizada no estado de Minnesota. É a rota oeste (W) da Interstate 35. Apesar de ser um ramo da I-35, a I-35W é considerada como rota principal (main route). A auto-estrada inicia em Burnsville, ao sul, passa por Minneapolis e termina em Columbus, ao norte.
A auto-estrada possui 67 quilômetros de extensão.